# Johann Leonhard Lippe

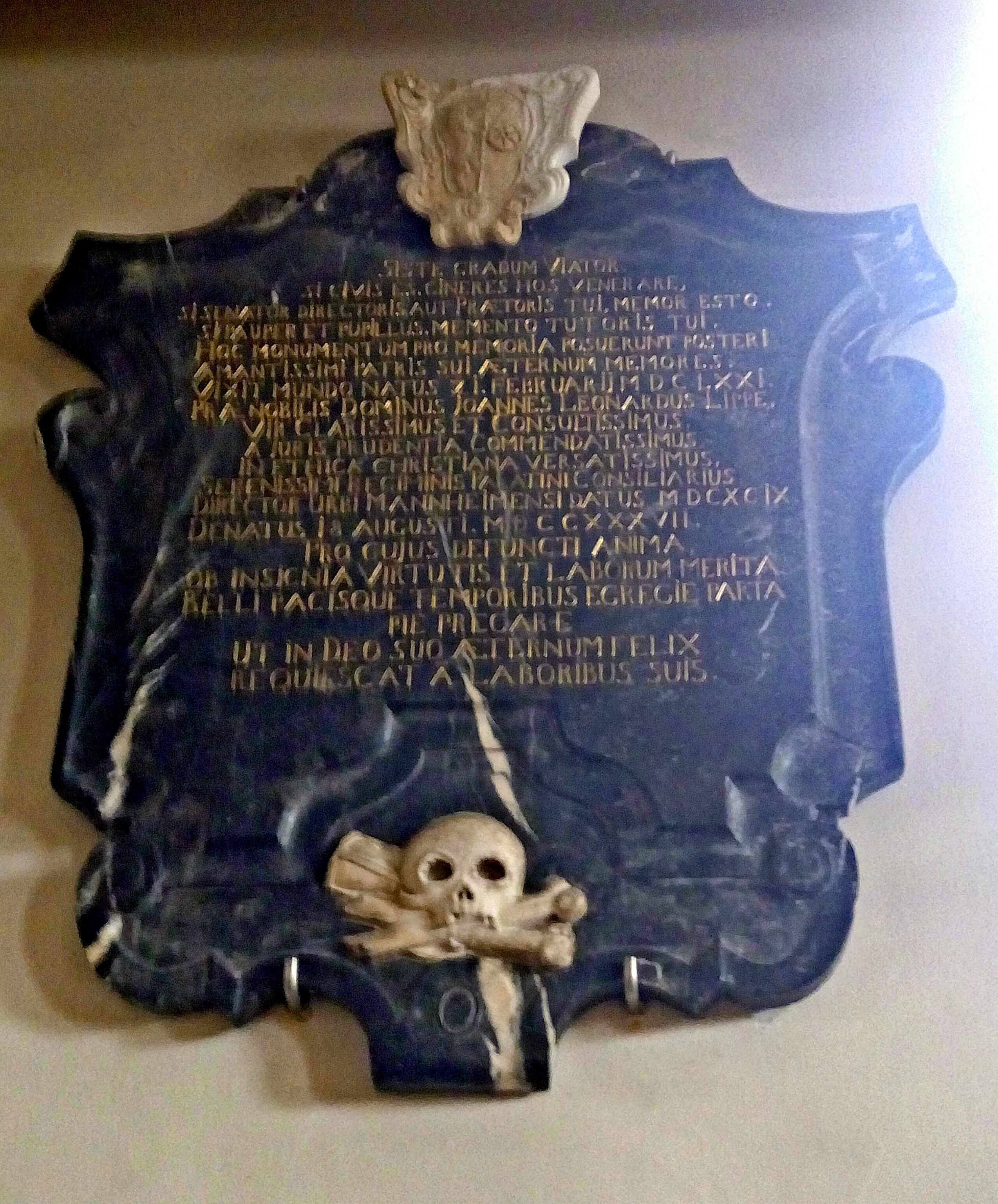
Epitaph in St. Sebastian, Mannheim

Johann Leonhard Lippe (* 21. Februar 1671 in Tauberbischofsheim; † 18. August 1737 in Mannheim) war ein kurpfälzischer Geheimrat und Schultheiß bzw. Stadtdirektor von Mannheim. Sein Barockepitaph hat sich in der Mannheimer Pfarrkirche St. Sebastian erhalten.

## Leben und Wirken
Er wurde in Tauberbischofsheim unter dem Namen Johann Leonhard Lipp als Sohn eines Metzgers geboren. Nach Studienjahren in Mainz und Wien kam er nach Mannheim, wo ihn Kurfürst Karl III. Philipp 1698 als Stadtschultheiß einsetzte. Er nannte sich fortan nicht mehr Lipp, sondern Lippe und avancierte 1706 zum Mannheimer Stadtdirektor. In diesen Ämtern hatte er wesentlichen Anteil am Wiederaufbau der im Pfälzischen Erbfolgekrieg zerstörten Stadt. Johann Leonhard Lippe war Geheimrat des Kurfürsten, Hofgerichtsrat und erhielt 1712 auch die Würde eines Kaiserlichen Hofpfalzgrafen. 1717 erwarb er in Freinsheim die Güter der Gräfin Maria Eva von Framboisier geb. von Geispitzheim. Stellvertretend für den Kurfürsten legte Lippe 1706 den Grundstein zur (alten) Trinitatiskirche.
Das Stadtoberhaupt war verheiratet mit Maria Magdalena geb. Bencard († 1723). Sie hatten vier Töchter, wovon sich die jüngste mit Jakob Friedrich Gobin, dem Amtsnachfolger ihres Vaters verband. Als Witwer ehelichte Johann Leonhard Lippe 1725 Maria Eleonora Heyl, die ihn überlebte.
Lippe starb 1737 und wurde in der katholischen Pfarrkirche St. Sebastian in Mannheim beigesetzt, wo auch seine erste Frau ruhte und einen Gedenkstein besaß. Dort erhielt er ebenfalls ein Epitaph, das ihn als einen „höchst bekannten und kundigen, von der Rechtsgelehrtheit sehr empfohlenen und in der christlichen Sittenlehre sehr bewanderten Mann“ rühmt. Es wurde im  Zweiten Weltkrieg stark beschädigt und in den Außenbereich der Kirche versetzt. Nach 2012 erfolgte eine Restaurierung. Der Gedenkstein hängt nun wieder im Kircheninneren, unter der Orgelempore.  
Von Johann Leonhard Lippe existiert ein Porträt, ebenso ein Altersbildnis der Tochter Josepha Gobin geb. Lippe.